# Mentre morivo
Mentre morivo (titolo originale As I Lay Dying) è un romanzo, del genere Southern Gothic, dello scrittore americano William Faulkner, pubblicato a New York nel 1930 dall'editore Cape & Smith. La storia narra il viaggio, tra rancori e tensioni, di un padre e i suoi figli verso il luogo di sepoltura della madre.

## Tema
Nel libro viene narrata una storia semplicissima sul piano della mera fabula ma estremamente complessa su quello dell'intreccio, dello stile e della tecnica narrativa. Ed è proprio la forma peculiare e studiatissima a fare di questo impervio romanzo uno dei vertici della narrativa del XX secolo. Come ricorda Fernanda Pivano in un lungo saggio introduttivo a Luce d'agosto, Faulkner scrisse Mentre morivo nell'estate del 1929, all'età di 32 anni, quando lavorava come fuochista alla centrale elettrica dell'Università di Oxford, Mississippi, e vi si dedicava «nelle ore di minor lavoro, tra la mezzanotte e le quattro del mattino, usando come tavolino una carriola capovolta».
Il titolo originale, As I Lay Dying, deriva dal Libro XI dell'Odissea, quello della discesa agli inferi da parte di Ulisse, laddove Agamennone, ormai un'ombra, narra all'amico vivo le circostanze della propria uccisione, compiuta da Egisto e Clitennestra tra le mura della sua stessa casa, sottolineando dolorosamente che egli non ricevette dalla moglie alcun gesto di pietà nemmeno da morto. Il verso recita la seguente frase: "As I lay dying the woman with the dog's eyes would not close my eyelids for me as I descended into Hades". Nella versione italiana di Giuseppe Aurelio Privitera il passo omerico suona così: "a terra morente (...) la faccia di cagna (...) non ebbe il cuore, mentre andavo nell'Ade, di chiudermi gli occhi". Il titolo introduce il clima funebre del romanzo, che mette in scena un rito di sepoltura, ora grottesco ora drammatico, carico di suggestioni simboliche, attraverso il flusso di coscienza e la tecnica multiprospettica.

## Trama
Una famiglia di contadini poveri e primordialmente legati alla terra, i Bundren, è presentata mentre veglia insieme ad alcuni vicini sugli ultimi momenti di vita di mamma Addie. Siamo nella contea di Yoknapatawpha (l'immaginaria regione del Mississippi, qui nominata fuggevolmente solo una volta, già introdotta da Faulkner in Sartoris e ne L'urlo e il furore, entrambi del 1929), ed è un luglio insieme torrido e piovoso, che sconvolgerà il territorio con un'inondazione mai vista da quelle parti a memoria d'uomo. Morta Addie, il marito Anse e i cinque figli (Cash, Darl, Jewel, Dewey Dell e Vardaman) caricano la bara su un carro malconcio e partono per la lontana Jefferson, dove la donna era nata e dove desiderava essere sepolta. Questo viaggio carico di simboli archetipici e allegorie anche bibliche (il pesce, il cavallo, il diluvio, la discesa agli inferi, il rogo purificatore, il capro espiatorio), a causa dell'inondazione che trascina via i ponti del fiume, dura più di una settimana tra varie e tragicomiche peripezie, e occupa gran parte della narrazione. E sono proprio le difficoltà del viaggio e far esplodere i rancori che covano tra i membri della famiglia, ciascuno dei quali è prigioniero del proprio dramma privato e nasconde segreti e desideri più o meno inconfessabili. Giunti a Jefferson, i Bundren si liberano dei ‘miasmi’ tragici che li opprimono, seppellendo il cadavere in putrefazione di Addie (sono passati nove giorni dalla morte) e spedendo Darl al manicomio di Jackson, mentre la diciassettenne Dewey Dell, segretamente incinta, cerca di procurarsi un aborto farmacologico finendo involontariamente per prostituirsi a un droghiere senza scrupoli, che in cambio le dà da bere un intruglio che "puzzava d'acquaragia". Così purificata, la famiglia si ricompone all'istante e realizza finalmente i piccoli sogni dei poveri, come le banane comprate da Dewey Dell per il piccolo Vardaman, il grammofono per Cash e i denti nuovi per lo sdentato Anse, che a Jefferson trova pure una nuova moglie.

## Stile
La storia raccontata in Mentre morivo prende forma lentamente attraverso un complesso contrappunto polifonico di monologhi, secondo la tecnica del flusso di coscienza, ma piegandola alla propria peculiare esigenza di rappresentare in modo insieme crudo e profondamente elegiaco il mondo rurale e primitivo del Sud degli Stati Uniti. I 59 capitoli, non numerati, portano come titolo solo il nome del personaggio che di volta in volta prende la parola e racconta la storia dal proprio personale punto di vista. Oltre ai sette membri della famiglia, ci sono altre otto voci monologanti: i vicini coniugi Tull (Cora e Vernon), il medico Peabody, il locandiere Samson, l'"uomo di Dio" Withfield, l'ospite Armstid e i droghieri Moseley e MacGowan. È molto interessante dare uno sguardo d'insieme alla distribuzione dei 59 monologhi, perché si vede, ad esempio, che se ben 19 sono assegnati al "folle" Darl e 10 al piccolo Vardaman (uno dei quali, il 19, costituito da una sola frase: "Mia madre è un pesce"), uno solo, e non particolarmente significativo, è assegnato a Jewel, che pure ha una notevolissima presenza scenica nei monologhi degli altri; fondamentale, invece, è l'unico monologo assegnato a Addie, che sembra addirittura parlare post mortem. Ecco, in ordine di apparizione, le 15 voci monologanti, seguite dai capitoli ad esse assegnati: Darl (1, 3, 5, 10, 12, 17, 21, 23, 25, 27, 32, 34, 37, 42, 46, 48, 50, 52, 57); Cora (2, 6, 39); Jewel (4); Dewey Dell (7, 14, 30, 58); Tull (8, 16, 20, 31, 33, 36); Anse (9, 26, 28); Peabody (11, 54); Vardaman (13, 15, 19, 24, 35, 44, 47, 49, 51, 56); Cash (18, 22, 38, 53, 59); Samson (29); Addie (40); Withfield (41); Armstid (43); Moseley (45); MacGowan (55).

## Personaggi principali: iBundren
Anse è un contadino inetto e testardo che, pur di tener fede alla parola data alla moglie, intraprende un viaggio lunghissimo e drammatico portando in giro una bara che già emana un fetore insopportabile, e alla fine avrà il suo tornaconto.
Addie è la donna radicata alla terra e al sangue che sa tutto il dolore della vita, biblicamente legato al parto. Sposa Anse senza amore e gli dà senza opporsi i figli che lui vuole secondo la tradizione contadina, ma vive la vera passione, nel peccato e al di fuori del matrimonio, con Withfield, che le dà un figlio. A lei Faulkner mette in bocca una straordinaria teoria pessimistica del linguaggio che denuncia la vacuità del logocentrismo maschile basato sull'assegnazione dei nomi alle cose che non si conoscono (come l'amore, la maternità, la paura, l'orgoglio, il sangue, la carne, la terra, il peccato e la salvezza), laddove le donne come lei, fedeli alla voce diretta delle cose, non hanno bisogno di nominarle per sapere che cosa siano.
Cash il falegname, forse il personaggio più poetico del romanzo, è anche il più straziante e il più straziato. Da un lato ha il compito, assegnatogli dalla stessa madre, di costruirle la bara sotto gli occhi mentre giace a letto morente, e dall'altro farà quasi tutto il viaggio tra dolori indicibili, perché si spezza una gamba nel tentativo di salvare il carro, i muli e la bara dalla piena del fiume. Ma è sua l'ultima parola del libro, ed è una parola che si apre alla bellezza consolatrice della musica, in quella che forse è l'unica nota di speranza nella terra desolata di Yoknapatawpha.
Darl, reduce disadattato della Grande Guerra, è il diverso, il figlio chiuso in una follia lucida che funge da occhio privilegiato, lirico e deformante, sugli avvenimenti (come si è detto, ben 19 dei 59 monologhi che costituiscono il romanzo sono suoi). La maggiore ampiezza, anche culturale, del suo sguardo irriducibilmente alieno rispetto al mondo chiuso di Yoknapatawpha (è stato in Francia durante la guerra), è segnalata linguisticamente dall'uso di espressioni comparative raffinate come "insetto cubistico" e "fregio greco" (cfr. "Darl" [50]). Tenterà persino, quasi al termine del viaggio, di dar fuoco alla bara per liberare la famiglia dal pestilenziale fardello, e per questo sarà internato in manicomio. In un passo importante, che metanarrativamente allude anche alla costruzione per sguardi del romanzo, così è descritto da Tull (31): “Lui mi guarda. Non dice nulla; mi guarda e basta, con quei suoi occhi strambi che fanno parlare la gente. Dico sempre, non è tanto quello che ha mai fatto oppure detto o qualsiasi cosa quanto come ti guarda. È come se ti fosse entrato dentro, in qualche maniera. È come se in un modo o in un altro tu ti stia guardando e guardando quello che fai con gli occhi di lui”.
Jewel è il frutto dell'adulterio di Addie, legato alla madre da un rapporto di amore e odio e tenacemente ostile a Darl, che sa il suo segreto. Accompagna sdegnosamente il corteo funebre in sella al suo inseparabile cavallo selvaggio, che Darl identifica con sua madre (in un complesso gioco di specchi simbolico, per cui Darl non ha madre, perché indesiderato e mai amato, Vardaman è figlio di un pesce, perché nato per pura meccanica fertilità, e Jewel è figlio di un cavallo, perché nato da una passione focosa: cfr. “Darl” [20]); ma alla fine lo darà via in cambio di una nuova pariglia, per sostituire i muli del padre affogati nel corso del drammatico attraversamento del fiume in piena.
Dewey Dell è la figlia precocemente cresciuta e vitale che prende il posto della madre e cerca di nascondere la sua gravidanza scaturita da una breve relazione con il giovane Lafe (e dato che Darl è l'unico a conoscere anche il suo segreto, sarà lei ad aiutare Jewel a far rinchiudere il fratello in manicomio).
Vardaman è il bambino innocente che assiste all'orrore (lo squartamento del suo pesce, la decomposizione della madre, gli avvoltoi che li seguono sempre più incombenti, il rogo del fienile appiccato da Darl, la prostituzione della sorella) sognando per Natale un trenino rosso visto una volta dietro una vetrina.

## Trasposizione cinematografica
Nel 2013 esce la trasposizione cinematografica del romanzo, il film As I Lay Dying, scritto, diretto ed interpretato da James Franco.

## Edizioni italiane
- Mentre morivo, trad. Giulio De Angelis, Collana Medusa n.397, Milano, Mondadori, 1958-1970; con un'intervista di Jean Stein van den Heuvel, Milano, SE, 1987; con la stessa intervista e introduzione di Fernanda Pivano, Collana Oscar, Milano, Mondadori, 1990.
- Mentre morivo, trad. e cura di Mario Materassi, Collana Biblioteca n.399, Milano, Adelphi, 2000, ISBN 978-88-459-1580-2; Roma, Gruppo Editoriale L'Espresso, 2007; Collana Gli Adelphi n.312, Milano, Adelphi, 2012, ISBN 978-88-459-2189-6.

## Curiosità
Al titolo del libro è ispirato il nome dell’omonima band metalcore, As I Lay Dying.